# Megalobulimus lopesi
Megalobulimus lopesi es una especie de molusco gasterópodo de la familia Megalobulimidae en el orden Stylommatophora.

## Distribución geográfica
Es endémica del Brasil.  